# Parafia św. Jana Chrzciciela w Zembrzycach
Parafia Świętego Jana Chrzciciela w Zembrzycach – parafia rzymskokatolicka w Zembrzycach należąca do dekanatu Sucha Beskidzka archidiecezji krakowskiej.